# Otto Mayer
Otto Mayer (Berna, ... – ...; fl. XX secolo) è stato un calciatore svizzero.

## Carriera
In rosa dal 1902, giocò come centrocampista nel Milan durante il campionato del 1909-1910, collezionando 13 presenze e realizzando 1 rete.
Debuttò il 14 novembre 1909 nella gara contro l'Ausonia Pro Gorla, battuta per 2-1.